# مثقف (فلم)
مثقف (بالإنجليزية: Booksmart) هو فيلم كوميدي أمريكي من إخراج أوليفيا وايلد وبطولة كايتلين ديفير وبيني فيلدشتاين، صدر الفيلم في الولايات المتحدة في 24 مايو 2019.

## روابط خارجية
- الموقع الرسمي
- مقالات تستعمل روابط فنية بلا صلة مع ويكي بيانات